# Harimia Ahmed
Harimia Ahmed é uma advogada comorense. A primeira mulher advogada em Comores, atuou como Ministra da Justiça e presidente do conselho da Ordem dos Advogados, além de advogar defendendo clientes bastante conhecidos nas cortes do país.

## Carreira
Harimia Ahmed é a esposa de Idi Nadhoim, Vice-Presidente de Comores de 2006 a 2011. Ahmed exerce a advocacia desde pelo menos 1994, tendo sido a primeira mulher a atuar nesta profissão em Comores.
Ahmed serviu três mandatos como presidente do conselho da ordem dos advogados, afirmando que o conselho passou por um crescimento no número de seus membros de dois, em 1968, para 40 no final de seu mandato. Ahmed ambicionava melhorar a transparência, a igualdade de serviços e a eficiência dos membros do conselho. Durante seu período no cargo, também atuou como consultora jurídica do governo comorense e foi Ministra da Justiça, em 2007. Em 2010, serviu como vice-presidente do capítulo comorense do Centro de Estudos Estratégicos da África, sendo nomeada como cônsul honorária do Senegal no Comores em 2012.
Em 2000, Ahmed atuou como advogada de Cheikh Ali Bacar Kassim, um antigo parlamentar e conhecido adversário do líder das forças armadas golpistas e posteriormente Presidente Azali Assoumani. Kassim denunciava a prática de escândalos financeiros por parte de integrantes do alto escalão do governo e pedia por sua substituição. Ahmed teve negada a permissão para se encontrar com Kassim, o que o fez entrar em greve de fome.
Em 2011, Ahmed representou o Brigadeiro-General Salimou Mogamed Amiri, ex-chefe de gabinete do Exército, acusado de assassinar o Tenente-Coronel Combo Ayouba e de rebelião. Quatorze guarda-costas de Amiri também foram acusados de rebelião ao resistirem contra a prisão do general. Amiri e dez de seus guarda-costas foram declarados inocentes da acusação de rebelião, mas o general continuou sendo mantido em prisão domiciliar pela acusação de assassinato.